# Asghar Kardoust
Asghar Kardoust Poustinsaraei (in persiano اصغر كاردوست پوستین‌سرایی‎; Rasht, 21 marzo 1986) è un cestista iraniano.

## Carriera
Con l'Iran ha disputato due edizioni dei Campionati mondiali (2010, 2014) e tre dei Campionati asiatici (2011, 2013, 2015).